# مولو (مراغه)
مولو یکی از روستاهای استان آذربایجان شرقی است که در دهستان قوری‌چای غربی بخش سراجو شهرستان مراغه واقع شده‌است.
این روستا دارای مسجد و دبستان نیز می باشد ولیکن ساکنین از جاده های خاکی‌ نامناسب،عدم وجود آنتن gsm و اینترنت رنج می برند.